# Сельское поселение Владимировка
Сельское поселение Владимировка — муниципальное образование в Хворостянском районе Самарской области.

## Общие сведения
Административный центр — село Владимировка.
Глава сельского поселения — Дёмин Алексей Александрович.

## Административное устройство
В состав сельского поселения Владимировка входят:
- село Владимировка,
- село Дубровка,
- деревня Гремячка.

## Экономика и социальная сфера
Сельскохозяйственные предприятия: СПК «Союз», СПК «Луч», ЗАО «Росинка», КФХ «Автомобилист». В административном центре сельского поселения — селе Владимировка — есть школа, детский сад, кабинет врача общей практики, работает социальная служба, действует православная церковь.